# Timothy Adams
Timothy Christopher Adams (Belleville, 4 agosto 1967) è un attore statunitense.

## Biografia
Adams è nato e cresciuto nel New Jersey, terzo di cinque figli. Ha iniziato la sua carriera come modello per la Boss Model Management posando per la copertina di Men's Health numerose volte. Ha proseguito passando alla recitazione e apparendo in film come Die Hard - Duri a morire del 1995, Il giardino delle vergini suicide del 1999, Bad Boys II del 2003 e The Amazing Spider-Man 2 - Il potere di Electro oltre che in varie serie TV.
Adams è inoltre famoso per aver doppiato alcuni personaggi nei videogiochi Grand Theft Auto IV, Grand Theft Auto IV: The Ballad of Gay Tony, Grand Theft Auto V e Saints Row: The Third.

## Vita privata
Adams è stato sposato dal 1991 al 1995 con Daisy Fuentes. Ha anche avuto una relazione con l'attrice Sherri Saum.

## Filmografia parziale

### Cinema
- Die Hard - Duri a morire (Die Hard with a Vengeance), regia di John McTiernan (1995)
- Il giardino delle vergini suicide (The Virgin Suicides), regia di Sofia Coppola (1999)
- Bad Boys II, regia di Michael Bay (2003)
- Innamorarsi a Manhattan (Little Manhattan), regia di Mark Levin (2005)
- The Amazing Spider-Man 2 - Il potere di Electro (The Amazing Spider-Man 2), regia di Marc Webb (2014)

### Televisione
- Sunset Beach, Soap opera (1997-1999)
- Sentieri (Guiding Light), Soap opera (2000)
- Una vita da vivere (One Life to Live), Soap opera (2003-2006)
- Law & Order - I due volti della giustizia (Law & Order), Serie TV (2005-2006)
- Conviction, Serie TV (2006)
- Rescue Me, Serie TV (2006)
- Law & Order - Unità vittime speciali - serie TV, 2 episodi (2006, 2018)
- 30 Rock - Serie TV (2008)
- Law & Order: Criminal Intent - Serie TV (2008)
- Life on Mars - Serie TV (2008)
- La valle dei pini (All My Children)  - Soap opera (2010)
- Unforgettable - Serie TV (2011)
- White Collar - Serie TV (2013)
- Golden Boy - Serie TV (2013)
- Hostages - Serie TV (2013)
- Blue Bloods - serie TV, episodio 6x01 (2015)

## Doppiatori italiani
Nelle versioni in italiano delle opere in cui ha recitato, Timothy Adams è stato doppiato da:
- Renato Novara in Law & Order: Criminal Intent
- Massimiliano Virgilii in White Collar
- Stefano Alessandroni in Blue Bloods
- Gerolamo Alchieri in Law & Order: Unità vittime speciali (ep. 19x18)
- Riccardo Lombardo in FBI: Most Wanted